# RapidShare
RapidShare (společnost RapidShare AG Švýcarsko, Cham) byl jeden z největších upload serverů (místo pro nahrání a sdílení souborů) na světě. Hojně využíván hlavně ve světě, i když i v Česku se stal dost populární. Velmi často byl také zneužíván pro sdílení nelegálních souborů a pirátských kopií. Hlavní příjem plynul z prodeje tzv. Premium účtů, což je způsob, kdy uživatel může stahovat bez čekání na stažení souboru a dalších omezení. Přesným opakem je Free způsob využívání služeb: uživatel se nemusí nijak přihlašovat ani nic platit, ale musí několik desítek sekund počkat na zahájení stahování, rychlost je značně kolísavá a navíc po každém stažení musí 15 minut počkat. Díky této politice mohl RapidShare rozšiřovat své serverové kapacity, aniž by prodělával.

## Software
Oficiální software pro správu premium účtu a upload souborů.

### Rapidshare Uploader
Program pro upload souboru na server Rapidshare. Lze použít i bez prémiového účtu.

### Rapidshare Manager
Slouží pro správu prémiového účtu, download a upload souborů. Je přístupný pouze pod prémiovým účtem.

## Alternativní přístup k obsahu
Pomocí SMS nebo bankovního převodu si můžete koupit kredit u různých přeprodejců, který pak využijete při stahování ze serverů rapidshare.com. Tyto služby mají i výhody v tom, že soubor stahujete přes českou konektivitu, která je většině případů rychlejší.[zdroj⁠?!]